# 氷取沢町
氷取沢町（ひとりざわちょう）は、神奈川県横浜市磯子区の地名。丁番を持たない単独町名である。住居表示未実施区域。面積は115.3ヘクタール。

## 地理
横浜市磯子区南部の丘陵地帯に位置する。北部は上中里町、東部は金沢区富岡西、東南部を金沢区能見台、南部を金沢区釜利谷町、南西部を栄区庄戸、西部を栄区上郷町、西北部を峰町と隣接する。地内西南部に大岡川の水源を有し、氷取沢市民の森を通過して東北の上中里町方向に流れている。

### 河川
- 大岡川 - 当地内に水源を有し、西南部から東北方向に流れている。

### 山岳
- 円海山 - 南側の山麓を有し、山頂は峰町に属する。

### 地価
住宅地の地価は、2024年（令和6年）7月1日の公示地価によれば、氷取沢町字中村315番1の地点で10万9000円/m²となっている。

## 歴史
古くは鎌倉時代より氷取沢とよばれる。当時は火取沢とも表記されることがあった。

### 地名の由来
当地内の沢より氷を取って北条高時に献上したことから。
確認されている文献中での最古の「氷取沢」表記は1322年。
また、「火取沢」と言う呼び名に関しては、
武器を作る鍛冶屋が多く存在した事が関係している様で、
歴史書『吾妻鏡』1213年（建保元）9月22日の条に、源実朝（頼朝の次男）が火取沢を訪れた、と表記されているのが最古と言われている。
読み方は同じだが、相反する火と氷と言う表記は、とてもめずらしい。

### 沿革
- 1889年（明治22年）4月1日 - 久良岐郡の一部であった氷取沢村が笹下村・日野村・矢部野村・田中村・栗木村・上中里村・峰村と合併し、日下村の大字氷取沢となる。
- 1927年（昭和2年）4月1日 - 日下村が横浜市に編入合併し、氷取沢町が新設される。
- 1927年（昭和2年）10月1日 - 区制施行により、当地は磯子区の一部となる。

## 世帯数と人口
2025年（令和7年）6月30日現在（横浜市発表）の世帯数と人口は以下の通りである。
| 町丁     | 世帯数    | 人口    |
| -------- | --------- | ------- |
| 氷取沢町 | 1,452世帯 | 2,851人 |

### 人口の変遷
国勢調査による人口の推移。
| 年                 | 人口  |
| ------------------ | ----- |
| 1995年（平成7年）  | 4,074 |
| 2000年（平成12年） | 3,816 |
| 2005年（平成17年） | 3,554 |
| 2010年（平成22年） | 3,503 |
| 2015年（平成27年） | 3,382 |
| 2020年（令和2年）  | 3,309 |

### 世帯数の変遷
国勢調査による世帯数の推移。
| 年                 | 世帯数 |
| ------------------ | ------ |
| 1995年（平成7年）  | 1,214  |
| 2000年（平成12年） | 1,227  |
| 2005年（平成17年） | 1,193  |
| 2010年（平成22年） | 1,240  |
| 2015年（平成27年） | 1,243  |
| 2020年（令和2年）  | 1,267  |

## 学区
市立小・中学校に通う場合、学区は以下の通りとなる（2024年11月時点）。
| 番地                      | 小学校                 | 中学校             |
| ------------------------- | ---------------------- | ------------------ |
| 1010番地                  | 横浜市立さわの里小学校 | 横浜市立浜中学校   |
| 1009番地以前 1011番地以降 | 横浜市立さわの里小学校 | 横浜市立富岡中学校 |

## 事業所
2021年（令和3年）現在の経済センサス調査による事業所数と従業員数は以下の通りである。
| 町丁     | 事業所数 | 従業員数 |
| -------- | -------- | -------- |
| 氷取沢町 | 67事業所 | 912人    |

### 事業者数の変遷
経済センサスによる事業所数の推移。
| 年                 | 事業者数 |
| ------------------ | -------- |
| 2016年（平成28年） | 61       |
| 2021年（令和3年）  | 67       |

### 従業員数の変遷
経済センサスによる従業員数の推移。
| 年                 | 従業員数 |
| ------------------ | -------- |
| 2016年（平成28年） | 734      |
| 2021年（令和3年）  | 912      |

## 交通

### バス
- 京浜急行バス能見台営業所
  - 107系統 富岡・洋光台線
  - 富2系統 富岡・洋光台線
  - 能1系統 能見台線・能見台5丁目線
  - 文9系統 能見台線・能見台5丁目線

### 道路
- 笹下釜利谷道路 - 地内東部を通過する。
- 横浜横須賀道路 - 地内西部を釜利谷町から峰町へかけて通過する。地内にインターチェンジはなく、峰町との境界付近には円海山の下を走る円海山トンネルがある。

## 施設

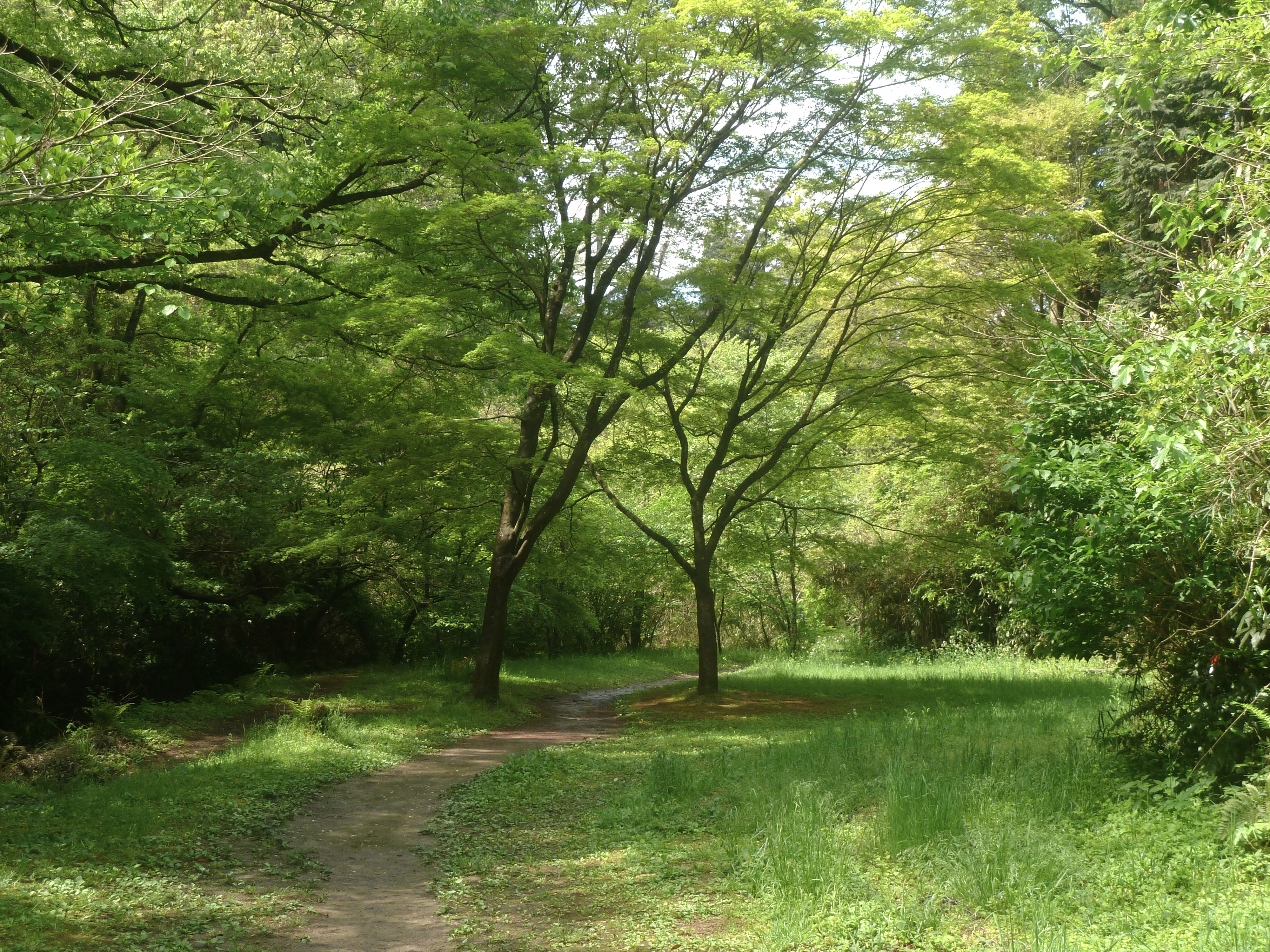
氷取沢市民の森

- 氷取沢市民の森
- 神奈川県立横浜氷取沢高等学校

## 史跡
- 氷取沢神社
- 宝勝寺 (横浜市) - 山号は飯盛山。

　観音やぐら

## その他

### 日本郵便
- 郵便番号 : 235-0043[3]（集配局：磯子郵便局[16]）

### 警察
町内の警察の管轄区域は以下の通りである。
| 番・番地等 | 警察署     | 交番・駐在所 |
| ---------- | ---------- | ------------ |
| 全域       | 磯子警察署 | 上中里交番   |